# Ricoloop

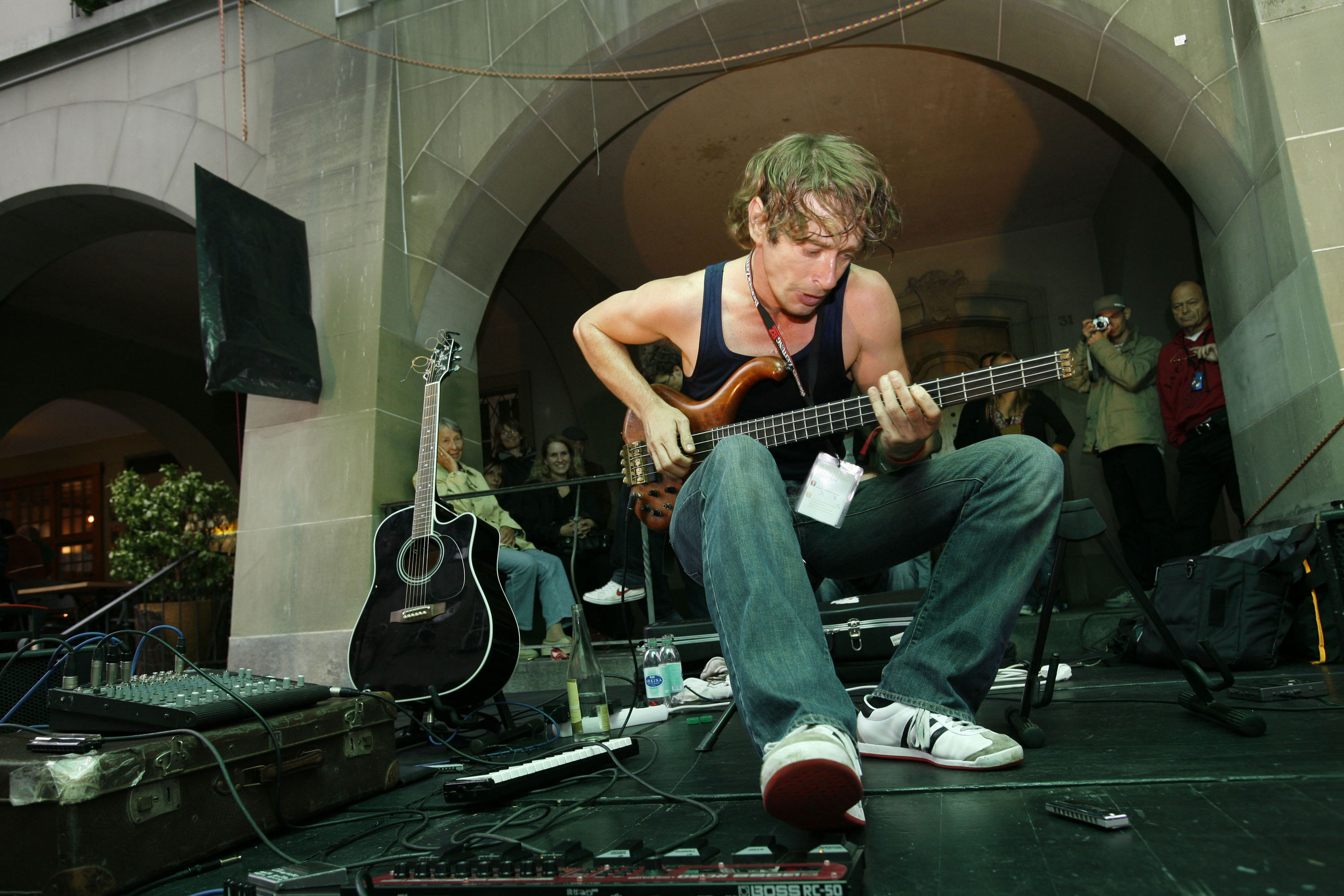
ricoloop beim Buskers Bern Strassenmusik-Festival 2007

ricoloop (* 21. September 1968 in Dresden als Rico Dießner) ist ein deutscher Liedermacher, Songwriter und Sänger.

## Leben
Rico Dießner wurde am 21. September 1968 in Dresden geboren. Seine Kindheit und Jugend verbrachte er in Ost- und Westberlin. Im Alter von zehn Jahren bekam er von seinem Vater mit einem Klavier sein erstes Instrument, mit fünfzehn seinen ersten Synthesizer und später einen 4-Spur-Multitracker von Fostex. Als Kind wollte er Tonmeister werden, da er aber an einer Rot-Grün-Sehschwäche leidet, hat er diesen Beruf nie ergriffen und fing stattdessen an, Instrumente zu spielen. In seiner Jugend war er in mehreren Bands als Keyboarder tätig, erlernte aber auch andere Instrumente.
Im Alter von 21 Jahren verließ er Deutschland, um als Rucksacktourist durch die Welt zu reisen. Dabei besuchte er auch Indien, wo er seine erste eigene Gitarre erstand. Mit Hilfe dieser schrieb er seine ersten Lieder, die er später als Straßenmusiker vortrug. Er lebte ungefähr drei Jahre in Kanada, verdiente in Japan mit Straßenjonglage sein Geld und versuchte sich in Thailand als Rifftaucher und in der Himalayaregion als Bergsteiger.
Mit 30 Jahren zog er zurück nach Berlin, wo er einige Zeit brauchte, um sich wieder zu integrieren. Bald darauf wurde er vom Hexenkessel Hoftheater engagiert, um dort die Musik für Ein Wintermärchen von William Shakespeare zu schreiben. Anschließend spielte er dort im Jahr 2003 jeden Abend die Musik zum Einlass und zum Stück. Seit dieser Zeit nennt er sich ricoloop. Kurz darauf wurde er erstmals zu einer ausländischen Musikveranstaltung eingeladen, dem Kongsberg Jazzfestival in Norwegen. Ab da begann er als Musiker um die Welt zu reisen. Er spielte weltweit auf Festivals, in Clubs, auf Musikmessen für das Unternehmen Roland und deren Marke BOSS, auf Modemessen für das Unternehmen Timezone und für das Goethe-Institut in Sibirien. 2008/09 lebte Ricoloop kurzzeitig auf Ibiza, inzwischen aber wieder in Berlin und tritt auch weiterhin als Straßenmusiker auf – nach eigenen Angaben seine bevorzugte Tätigkeit.

## Musik
ricoloop verwendet bei seiner Musik eine Loopstation, mit der er wiederholende Samples, sogenannte Loops, aufnimmt. Diese Samples produziert er bei seinen Liveauftritten meistens im Freestyle mit einer Reihe von Instrumenten, wie elektrischer oder akustischer Gitarre, Mundharmonika, Trommeln oder selbst angefertigten Instrumenten. Außerdem loopt er seinen Gesang, erzeugt dabei mittels Beatboxing Geräusche und improvisiert mit Lauten, Rufen und Gesang aus dem Publikum oder Tönen, die er mit seinen Mikrofonen aus der Umgebung aufnimmt, beispielsweise Blastöne von mit Wasser gefüllten Flaschen. All das setzt er, fast immer spontan, zu komplexen Beats und Melodien zusammen und baut so langsam ganze Lieder auf, die sich von Auftritt zu Auftritt komplett unterscheiden können. Zwischen seinen geloopten Tracks singt er auch immer wieder selbst geschriebene Lieder, die er mit seiner Gitarre begleitet.

## Auszeichnungen
Im September 2007 wurde er zum Musiker des Monats der Zeitschrift BIB – Musikmagazin für Berlin und Brandenburg gewählt.

## Diskographie

### Alben
- Live Style (2005)

### DVDs
- One man Jam (2005)
- Journeys through improvised live Producing (2008)

### Compilations
- Karneval Der Verpeilten Mukke (2007)[12]
- Feelibiza (2008)
- Deep-Dive-Corp.: More Bass (2009)